# Scleronema mate
Scleronema mate es una especie del género de peces de agua dulce Scleronema, perteneciente a la familia de los trichomictéridos. Habita en ambientes acuáticos subtropicales en el centro-este de Sudamérica.

## Taxonomía
Descripción original
Esta especie fue descrita originalmente en el año 2020 por los ictiólogos Juliano Ferrer y Luiz Roberto Malabarba.
Localidad tipo
La localidad tipo referida es: “Venâncio Aires, en las coordenadas 29°33′S 52°17′O / -29.550, -52.283, arroyo tributario del arroyo Castelhano, cuenca del río Taquari, hoya de la laguna de los Patos, estado de Río Grande del Sur, Brasil”.
Holotipo
El ejemplar holotipo designado es el catalogado como: MCP 54183, el cual midió 49,3 mm de longitud estándar. Fue capturado el 14 de octubre de 1994 por J. F. P. Silva, C. A. S. Lucena y Z. M. Lucena. Fue depositado en la colección de ictiología del Museo de Ciencias y Tecnología (MCP), de la Pontificia Universidad Católica de Río Grande del Sur, ubicada en la ciudad gaúcha de Porto Alegre, Brasil.
Etimología
Etimológicamente, el término genérico Scleronema se construye con dos palabras del idioma griego, en donde: skleros significa 'duro' y nema es 'filamento'. El epíteto específico mate es un sustantivo en aposición, el cual hace referencia a la hierba utilizada en la infusión del mismo nombre, una bebida tradicional en el sur de Brasil, Paraguay, toda la Argentina y Uruguay. Además, a la localidad tipo de S. mate, Venâncio Aires, se la conoce también como la “Tierra del Chimarrão”, palabra con la que se denomina a la infusión susodicha en idioma portugués.
Relaciones filogenéticas y características
Dentro del género Scleronema, S. mate pertenece al grupo de especies Scleronema minutum.
Scleronema mate guarda una gran semejanza con S. guapa, pero difiere de esta en las manchas del lateral del cuerpo, las cuales son negras y redondeadas (marrones, difusas y dispersas en S. guapa); también difiere en que la línea infraorbital del sistema sensorial posterior contiene poros i10 e i11 y además cuenta con poros adicionales asociados (sin poros adicionales asociados en S. guapa). Posee una longitud estándar de entre 18,4 y 50,1 mm.

## Distribución y hábitat
Scleronema mate se distribuye en la cuenca de la laguna de los Patos, estado de Río Grande del Sur, Brasil, específicamente en 4 afluentes del río Yacuí (los ríos Caí, Pardo, Taquari y dos Sinos). Habita en lechos de arena y grava de ríos y arroyos, en compañía de S. macanuda.
Ecorregionalmente, Scleronema mate es endémica de la ecorregión de agua dulce laguna dos Patos.

## Conservación
Los autores recomendaron que, según los lineamientos para discernir el estatus de conservación de los taxones —los que fueron estipulados por la organización internacional dedicada a la conservación de los recursos naturales Unión Internacional para la Conservación de la Naturaleza (IUCN)—, en la obra Lista Roja de Especies Amenazadas Scleronema mate sea clasificada como una “especie casi amenazada” (NT) y, bajo los criterios B1b (iii), acercándose a “en peligro” (EN). Las razones se encuentran en que el arroyo Castelhano, en el área de Venâncio Aires, ha sufrido el depósito de sedimentación en su lecho y se ve fuertemente afectado por el vertido de aguas residuales, tanto domésticas como industriales, así como por el exceso de fertilizantes y pesticidas en los cultivos situados en su cuenca. Se ha observado también una disminución de la calidad de hábitat en otros biotopos ocupados por la especie, los cuales son afectados por densas urbanizaciones y actividades agrícolas.